# Gigogne-Glas

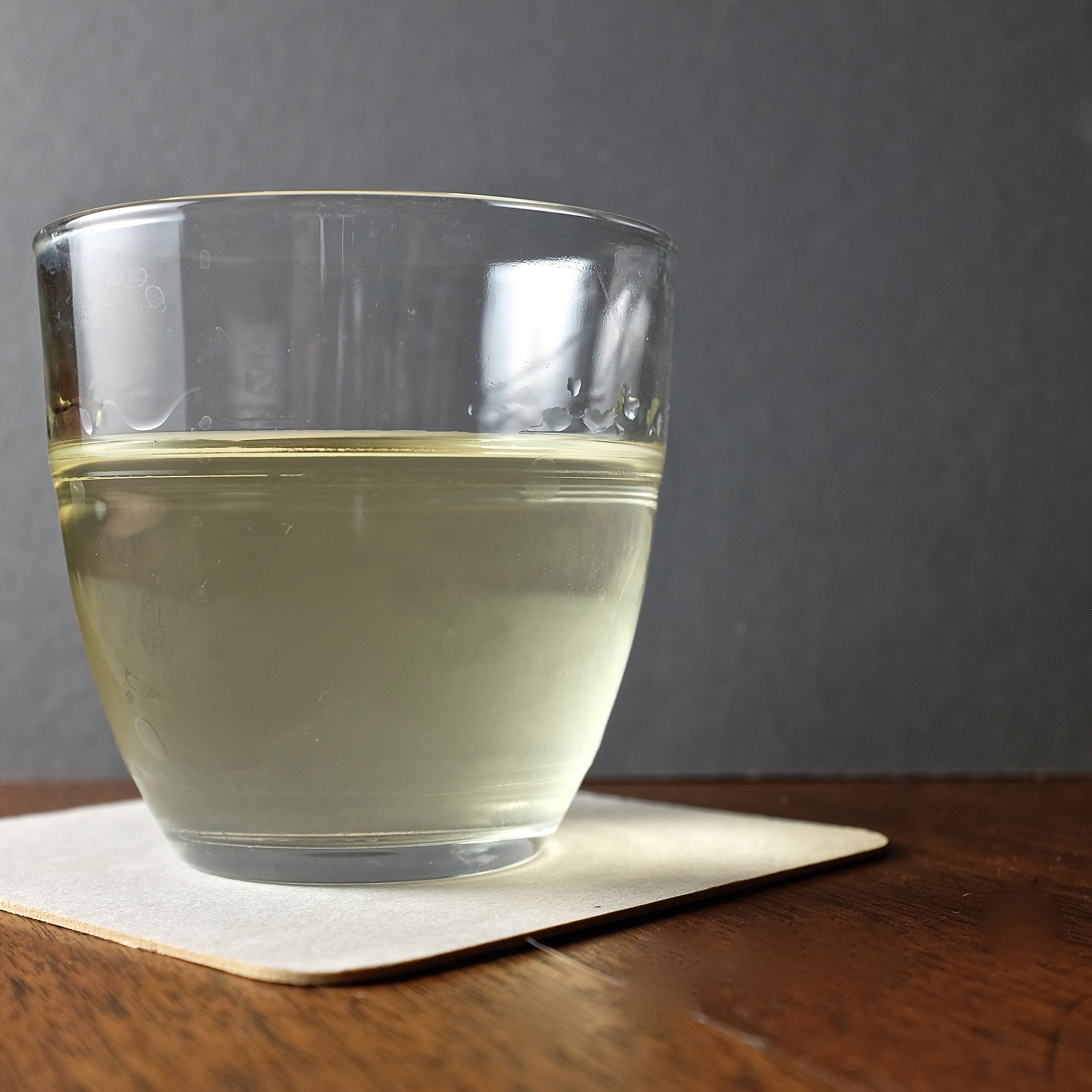
Gigogne-Glas

Das Gigogne-Glas ist ein Trinkglas, das seit 1946 vom Glashersteller Duralex, einem ehemaligen Tochterunternehmen des Konzerns Saint Gobain, in La Chapelle-Saint-Mesmin produziert wird. 
Die Gläser mit dem kleinen Bauch und zwei filigranen Linien im oberen Drittel findet man überall in Frankreich: In Bars, Restaurants, Kantinen, Schulspeisesälen und Krankenhäusern. Das Signet Made in France und Duralex sowie eine Zahl zwischen 1 und 48 wird in den Boden jedes Glases geprägt, sodass man diese Prägung beim Hineinschauen in das Glas lesen kann. 
Das Gigogne-Glas ist ein Design-Klassiker, es gelangte in die Sammlung des Pariser Kunstgewerbemuseums und es wird im Museum of Modern Art in New York verkauft. Die größte Verbreitung fand die Glaskollektion in den 1960er und 1970er Jahren. Danach wechselte der Hersteller öfters den Besitzer und stand mehrmals vor dem Konkurs.
Die hohe Schockbeständigkeit des als unzerbrechlich geltenden und gut stapelbaren Glases ist einem speziellen Herstellungsverfahren zu verdanken: Eine Mischung aus Sand, Kalk und Tonerde wird bei 1300 Grad geschmolzen, bevor die Masse in eine Form gegossen wird.